# Irina Andrejewna Gordejewa

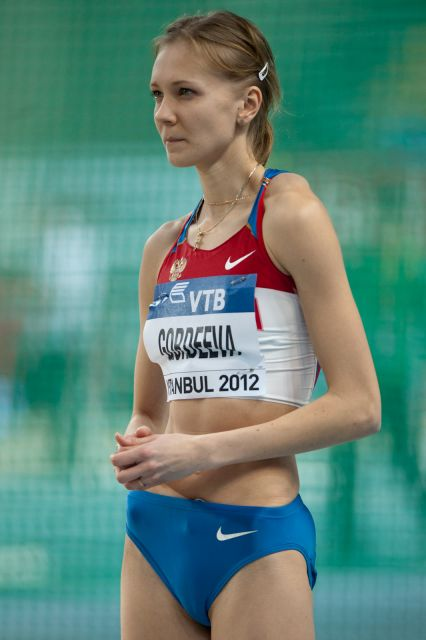
Irina Gordejewa 2012

Irina Andrejewna Gordejewa (russisch Ирина Андреевна Гордеева; englisch Irina Gordeyeva; * 9. Oktober 1986 in Leningrad, Sowjetunion) ist eine russische Hochspringerin.
2009 wurde sie jeweils Fünfte bei den Leichtathletik-Halleneuropameisterschaften in Turin und beim Leichtathletik-Weltfinale. 
Bei den Leichtathletik-Europameisterschaften 2010 in Barcelona und den Leichtathletik-Weltmeisterschaften 2017 schied sie in der Qualifikation aus. Die Olympischen Sommerspiele 2012 beendete sie im Finale auf dem 10. Platz.

## Persönliche Bestleistungen
- Hochsprung: 2,04 m, 19. August 2012, Eberstadt
  - Halle: 2,01 m, 28. Januar 2009, Cottbus